# Rússia nos Jogos Paralímpicos
A Rússia competiu nos Jogos Paralímpicos como diferentes nações ao longo de sua história. A nação competiu como parte do União Soviética nos Jogos de Seul, em 1988 e nos Jogos de Inverno, também em 1988. Após a dissolução da União Soviética em 1991, a Rússia competiu como parte da Equipa Unificada nos Jogos Paralímpicos em 1992. A nação competiu uma primeira vez como Rússia nos Jogos Paralímpicos de Inverno de 1994 e desde então participou em cada edição de verão e de inverno dos Jogos até a edição dos Jogos Paralímpicos de Inverno de 2014, com sede em Sóchi, na própria Rússia.

## Histórico
Os atletas que disputam os Jogos Paralímpicos pela Rússia, costumam sempre estar entre as melhores posições. Nos Jogos Paralímpicos de Verão, o país melhora a sua participação a cada edição, subindo da 16ª posição nos Jogos de Atlanta, em 1996, para a segunda posição geral no quadro de medalhas, em Londres, 2012, ano mais recente da participação russa.
Nas Paralimpíadas de Inverno, a Rússia obtém colocação melhor ainda, uma vez que o país sempre esteve entre os 5 melhores colocados no quadro geral de medalhas.

### Jogos Paralímpicos de 2016
A participação da Rússia nos Jogos Olímpicos e Paralímpicos de Verão de 2016, no Rio de Janeiro, foi motivo de muita polêmica, após ter sido descoberto um esquema de doping patrocinado pelo estado russo. Por não cumprir o Código Antidoping do IPC e o Código Anti-Doping Mundial, a Rússia teve vários atletas banidos das Olimpíadas de 2016 e a delegação completa dos Jogos Paralímpicos.

## Medalhas

### Jogos de Verão
| Edição              | Medalha de ouro                    | Medalha de prata                   | Medalha de bronze                  | Total de medalhas                  | Posição                            |               |
| ------------------- | ---------------------------------- | ---------------------------------- | ---------------------------------- | ---------------------------------- | ---------------------------------- | ------------- |
| Seul 1988           | como parte da URS União Soviética  | como parte da URS União Soviética  | como parte da URS União Soviética  | como parte da URS União Soviética  | como parte da URS União Soviética  |               |
| Barcelona 1992      | como parte da EUN Equipa Unificada | como parte da EUN Equipa Unificada | como parte da EUN Equipa Unificada | como parte da EUN Equipa Unificada | como parte da EUN Equipa Unificada |               |
| Atlanta 1996        | 9                                  | 7                                  | 11                                 | 27                                 | 16                                 |               |
| Sydney 2000         | 12                                 | 11                                 | 12                                 | 35                                 | 14                                 |               |
| Atenas 2004         | 16                                 | 8                                  | 17                                 | 41                                 | 11                                 |               |
| Pequim 2008         | 18                                 | 23                                 | 22                                 | 63                                 | 8                                  |               |
| Londres 2012        | 36                                 | 38                                 | 28                                 | 102                                | 2                                  |               |
| Rio de Janeiro 2016 | Banida                             | Banida                             | Banida                             | Banida                             | Banida                             |               |
| Tóquio 2020         | Evento futuro                      | Evento futuro                      | Evento futuro                      | Evento futuro                      | Evento futuro                      | Evento futuro |
| Total               | 91                                 | 87                                 | 90                                 | 268                                | 21                                 |               |

### Jogos de Inverno
| Edição                   | Medalha de ouro                    | Medalha de prata                   | Medalha de bronze                  | Total de medalhas                  | Posição                            |               |
| ------------------------ | ---------------------------------- | ---------------------------------- | ---------------------------------- | ---------------------------------- | ---------------------------------- | ------------- |
| Innsbruck 1988           | como parte da URS União Soviética  | como parte da URS União Soviética  | como parte da URS União Soviética  | como parte da URS União Soviética  | como parte da URS União Soviética  |               |
| Tignes-Albertsville 1992 | como parte da EUN Equipa Unificada | como parte da EUN Equipa Unificada | como parte da EUN Equipa Unificada | como parte da EUN Equipa Unificada | como parte da EUN Equipa Unificada |               |
| Lillehammer 1994         | 10                                 | 12                                 | 8                                  | 30                                 | 5                                  |               |
| Nagano 1998              | 12                                 | 10                                 | 9                                  | 31                                 | 5                                  |               |
| Salt Lake City 2002      | 7                                  | 9                                  | 5                                  | 21                                 | 5                                  |               |
| Turin 2006               | 13                                 | 13                                 | 7                                  | 33                                 | 1                                  |               |
| Vancouver 2010           | 12                                 | 16                                 | 10                                 | 38                                 | 2                                  |               |
| Sóchi 2014               | 30                                 | 28                                 | 22                                 | 80                                 | 1                                  |               |
| Pyeongchang 2018         | Evento futuro                      | Evento futuro                      | Evento futuro                      | Evento futuro                      | Evento futuro                      | Evento futuro |
| Total                    | 84                                 | 88                                 | 61                                 | 233                                | 5                                  |               |